# Talkatone
Talkatone (トークアットワン) とは、スマートフォンから利用できる米国のIP電話サービスの一つである。

## 概要
Talkatoneは、米国の電話番号を月額無料で取得し(ただし1ヶ月間通話がないと失効し番号が変わってしまう。別途月額のかかるプレミアムプランに加入していれば勝手に失効しない)、発着信を行うことができる(日本国内も含み、日本人でも可)。
アメリカ、カナダ、Talkatoneアプリへの通話料は時間制限無しで無料。国際通話は有料で、料金を前払いするプリペイド方式である。チャージはアプリ内課金で行う。
2021年現在、60クレジットはiPhoneでは120円、Android端末では100円。日本の固定電話への発信の場合30分で60クレジット程度である。
スマートフォン以外からの利用はできず、SIPアカウントを使ったアクセスやパソコンからの利用は不可。
取得できる電話番号は米国のものであるため、日本国内からの発信の場合は「0101」を頭に付ける必要があり、公衆電話や一部の組織などのPBXに接続された電話からの発信はできない。
携帯電話各社の通話定額(かけ放題)サービスの対象とならず、例としてドコモの携帯電話からの発信の場合は30秒あたり34円(平日昼間)が従量制で課金されるので注意が必要。
Talkatoneアプリは発信時も着信時もパケット通信料がかかるためパケット定額サービスへの加入が強く推奨される。
このアプリから日本の電話に発信すると、着信した相手には非通知表示となる。
日本のフリーダイヤルやナビダイヤル、110番、米国の911などの3桁特番に発信しても、いつまでも発信音が鳴り続けてつながらず、通話料も発生する。